# 拉罗什代里安
拉罗什代里安（法語：La Roche-Derrien，法語發音：[la ʁɔʃ dɛʁjɛ̃]）是法国阿摩尔滨海省的一个旧市镇，位于该省西北部，属于拉尼永区。2019年1月1日，拉罗什代里安和相邻的另外3个市镇合并为新市镇拉罗什若迪（La Roche-Jaudy）并成为政府驻地。

## 地理
拉罗什代里安（48°44'47"N, 3°15'36"W）面积1.84 平方千米，位于法国布列塔尼大區阿摩尔滨海省，该省份为法国西北部沿海省份，位于布列塔尼半岛北部，北濒大西洋英吉利海峡，西接菲尼斯泰尔省，南至莫尔比昂省，东临伊勒-维莱讷省。
与拉罗什代里安接壤的市镇（或旧市镇、城区）包括：朗戈阿特、波姆里特若迪。

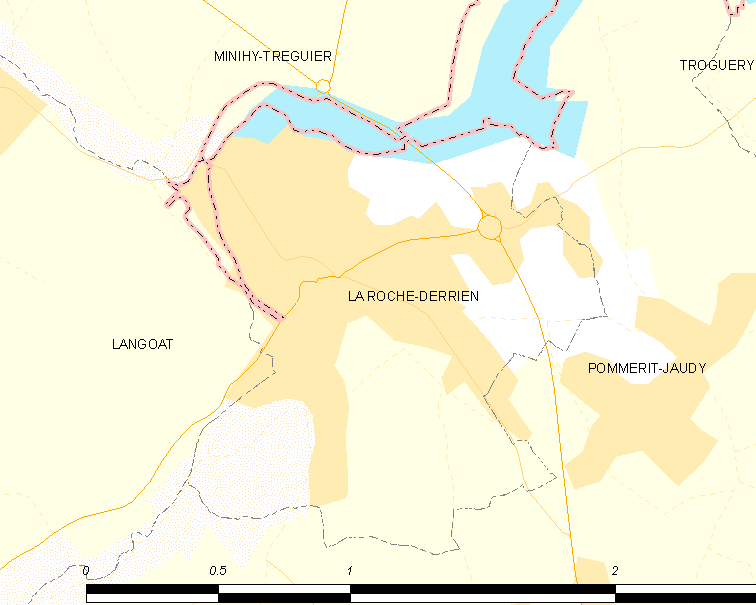
拉罗什代里安的OSM定位图

拉罗什代里安的时区为UTC+01:00、UTC+02:00（夏令时）。

## 行政
拉罗什代里安的邮政编码为22450，INSEE市镇编码为22264。

## 政治
拉罗什代里安所属的省级选区为特雷吉耶县。

## 人口

1962-2008年间拉罗什代里安人口变化图示

拉罗什代里安于2018年1月1日时的人口数量为1111人。